# Australische Cricket-Nationalmannschaft gegen Pakistan in der Saison 2009
Die Spielserie der australischen Cricket-Nationalmannschaft gegen Pakistan in der Saison 2009 fand vom 22. April bis zum 7. Mai 2009 in den Vereinigten Arabischen Emiraten statt. Die internationale Cricket-Tour war Teil der internationalen Cricket-Saison 2009 und umfasste fünf ODIs und ein Twenty20. Australien gewann die ODI-Serie 3-2, während Pakistan das Twenty20 gewann.

## Vorgeschichte
Australien war zunächst im März 2008 vorgesehen eine Tour in Pakistan zu absolvieren, was jedoch auf Grund von Sicherheitsbedenken abgesagt wurde. Nach dem Angriff auf das Cricketteam Sri Lankas in Lahore bei deren Tour in Pakistan war dieses die erste Tour, die Pakistan bestritt. Australien bestritt zuvor eine Tour in Südafrika.

## Stadien
Die folgenden Stadien wurden für die Tour als Austragungsort vorgesehen und am 27. Februar 2009 bekanntgegeben.
| Stadion                             | Stadt     | Kapazität | Spiele              |
| ----------------------------------- | --------- | --------- | ------------------- |
| Sheikh Zayed Cricket Stadium        | Abu Dhabi | 20.000    | 3. – 5. ODI         |
| Dubai International Cricket Stadium | Dubai     | 25.000    | 1. & 2. ODI; 1. T20 |

## Kaderlisten
Pakistan benannte seinen Kader am 6. April, Australien am 8. April 2009.
| ODI | ODI |
| Pakistan | Australien |
| --- | --- |
| - Younis Khan (K) - Ahmed Shehzad - Fawad Alam - Kamran Akmal (wk) - Iftikhar Anjum - Misbah ul-Haq - Nasir Jamshed - Saeed Ajmal - Salman Butt - Shahid Afridi - Shoaib Akhtar - Shoaib Malik - Sohail Tanvir - Umar Gul - Yasir Arafat | - Michael Clarke (K) - Doug Bollinger - Nathan Bracken - Stuart Clark - Callum Ferguson - Brett Geeves - Brad Haddin (wk) - Nathan Hauritz - Ben Hilfenhaus - James Hopes - David Hussey - Ben Laughlin - Brett Lee - Shaun Marsh - Andrew Symonds - Shane Watson |

## One-Day Internationals

### Erstes ODI in Dubai
| 22. April Scorecard | Dubai | Australien 168 (38.5)          | – | Pakistan 171-6 (44.4) |
|                     |       | Pakistan gewinnt mit 4 Wickets |   |                       |

### Zweites ODI in Dubai
| 24. April Scorecard | Dubai | Pakistan 207 (46.2)              | – | Australien 208-4 (45.1) |
|                     |       | Australien gewinnt mit 6 Wickets |   |                         |

Pakistan wurde auf Grund zu langsamer Spielweise mit einer Geldstrafe belegt. Nachdem der pakistanische Bowler Saeed Ajmal in Folge angemahnter Technik ausfällig wurde, hat der pakistanische Verband ihn teamintern mit einer Geldstrafe belegt.

### Drittes ODI in Abu Dhabi
| 27. April Scorecard | Abu Dhabi | Australien 198-7 (50)          | – | Pakistan 171 (47.1) |
|                     |           | Australien gewinnt mit 27 Runs |   |                     |

### Viertes ODI in Abu Dhabi
| 1. Mai Scorecard | Abu Dhabi | Pakistan 197 (48.4)              | – | Australien 200-2 (44.2) |
|                  |           | Australien gewinnt mit 8 Wickets |   |                         |

### Fünftes ODI in Abu Dhabi
| 3. Mai Scorecard | Abu Dhabi | Australien 250-4 (50)          | – | Pakistan 254-3 (47) |
|                  |           | Pakistan gewinnt mit 7 Wickets |   |                     |

## Twenty20 International in Dubai
| 7. Mai Scorecard | Dubai | Australien 108 (19.5)          | – | Pakistan 109-3 (16.2) |
|                  |       | Pakistan gewinnt mit 7 Wickets |   |                       |

Die Australier Brad Haddin und Shane Watson wurden mit einer Geldstrafe belegt, nachdem sie während des Spiels deutlich machten mit Entscheidungen des Schiedsrichters nicht einverstanden zu sein.

## Statistiken
Die folgenden Cricketstatistiken wurden bei dieser Tour erzielt.
| ODIs           | ODIs       | ODIs    | ODIs    | ODIs    | ODIs    | ODIs    | ODIs    | ODIs    |
| Batting        | Batting    | Batting | Batting | Batting | Batting | Batting | Batting | Batting |
| Spieler        | Mannschaft | Spiele  | Innings | Runs    | Average | HS      | 100s    | 50s     |
| -------------- | ---------- | ------- | ------- | ------- | ------- | ------- | ------- | ------- |
| Shane Watson   | Australien | 5       | 5       | 271     | 90,33   | 116*    | 1       | 1       |
| Michael Clarke | Australien | 5       | 5       | 235     | 78,33   | 100*    | 1       | 1       |
| Kamran Akmal   | Pakistan   | 5       | 5       | 192     | 48,00   | 116*    | 1       | 0       |
| Misbah-ul-Haq  | Pakistan   | 5       | 5       | 161     | 53,66   | 76*     | 0       | 1       |
| Salman Butt    | Pakistan   | 5       | 5       | 112     | 22,40   | 57      | 0       | 1       |
| Bowling        |            |         |         |         |         |         |         |         |
| Spieler        | Mannschaft | Spiele  | Overs   | Wickets | Average | BBI     | 5W      | 10W     |
| Shahid Afridi  | Pakistan   | 5       | 47      | 10      | 17,40   | 6/38    | 1       | 0       |
| Nathan Hauritz | Australien | 5       | 46      | 8       | 21,37   | 3/41    | 0       | 0       |
| Umar Gul       | Pakistan   | 4       | 35.5    | 6       | 30,16   | 3/38    | 0       | 0       |
| Doug Bollinger | Australien | 3       | 25.4    | 5       | 20,20   | 5/35    | 1       | 0       |
| Michael Clarke | Australien | 5       | 14      | 4       | 15,75   | 3/15    | 0       | 0       |
| Andrew Symonds | Australien | 5       | 18      | 4       | 23,50   | 2/12    | 0       | 0       |
| James Hopes    | Australien | 5       | 28      | 4       | 28,75   | 2/22    | 0       | 0       |
| Saeed Ajmal    | Pakistan   | 5       | 46      | 4       | 39,50   | 2/19    | 0       | 0       |

| Twenty20       | Twenty20   | Twenty20 | Twenty20 | Twenty20 | Twenty20 | Twenty20 | Twenty20 | Twenty20 |
| Batting        | Batting    | Batting  | Batting  | Batting  | Batting  | Batting  | Batting  | Batting  |
| Spieler        | Mannschaft | Spiele   | Innings  | Runs     | Average  | HS       | 100s     | 50s      |
| -------------- | ---------- | -------- | -------- | -------- | -------- | -------- | -------- | -------- |
| Kamran Akmal   | Pakistan   | 1        | 1        | 59       |          | 59*      | 0        | 1        |
| Shane Watson   | Australien | 1        | 1        | 33       | 33,00    | 33       | 0        | 0        |
| Brad Haddin    | Australien | 1        | 1        | 24       | 24,00    | 24       | 0        | 0        |
| Misbah-ul-Haq  | Pakistan   | 1        | 1        | 24       | 24,00    | 24       | 0        | 0        |
| Marcus North   | Australien | 1        | 1        | 20       | 20,00    | 20       | 0        | 0        |
| Bowling        |            |          |          |          |          |          |          |          |
| Spieler        | Mannschaft | Spiele   | Overs    | Wickets  | Average  | BBI      | 5W       | 10W      |
| Umar Gul       | Pakistan   | 1        | 4        | 4        | 2,00     | 4/8      | 0        | 0        |
| Shahid Afridi  | Pakistan   | 1        | 4        | 3        | 4,66     | 3/14     | 0        | 0        |
| Shoaib Malik   | Pakistan   | 1        | 3        | 2        | 7,00     | 2/14     | 0        | 0        |
| Saeed Ajmal    | Pakistan   | 1        | 3.5      | 1        | 19,00    | 1/19     | 0        | 0        |
| Ben Hilfenhaus | Australien | 1        | 4        | 1        | 20,00    | 1/20     | 0        | 0        |
| Nathan Hauritz | Australien | 1        | 3.2      | 1        | 20,00    | 1/20     | 0        | 0        |
| Brett Lee      | Australien | 1        | 4        | 1        | 22,00    | 1/22     | 0        | 0        |

## Player of the Series
Als Player of the Series wurden die folgenden Spieler ausgezeichnet.
| Serie | Player of the Series |
| ----- | -------------------- |
| ODI   | Michael Clarke       |

### Player of the Match
Als Player of the Match wurden die folgenden Spieler ausgezeichnet.
| Spiel  | Player of the Match    |
| ------ | ---------------------- |
| 1. ODI | Shahid Afridi          |
| 2. ODI | Andrew Symonds         |
| 3. ODI | Michael Clarke         |
| 4. ODI | Doug Bollinger         |
| 5. ODI | Kamran Akmal           |
| 1. T20 | Shahid Afridi Umar Gul |